# Lucija Larisi
Lucija Larisi (* 5. Dezember 1975 in Jesenice) ist eine ehemalige slowenische Biathletin.
Lucija Larisi ist Ausbilderin beim slowenischen Militär. 1993 wechselte sie von den Skilangläufern zu den Biathleten und gehört seit der folgenden Saison zum Nationalkader. Sie lebt in Zgornje Gorje und startet für SD Gorje. Ihr Biathlon-Weltcup-Debüt gab die Sportlerin 1996 bei einem Einzel in Antholz, wo sie 58. wurde. In Ruhpolding erreichte sie mit dem Team (Andreja Koblar, Matejka Mohorič und Tadeja Brankovič) ein Jahr später eine erste nennenswerte Platzierung. In Osrblie startete sie in dem Jahr auch erstmals bei Biathlon-Weltmeisterschaften, ohne besondere Platzierungen zu erreichen. 1998 startete sie erstmals bei Olympischen Winterspielen in Nagano. Beste Platzierung war ein neunter Platz mit der Staffel. Nach den Spielen gewann sie in Pokljuka als 23. im Sprint erste Weltcuppunkte. Larisi erreichte ihr bestes Weltcupergebnis 1999 bei einem Sprintrennen in Valcartier, in dem sie Elfte wurde. In Jericho wurde sie 2001 Sprint-23. bei den Militärweltmeisterschaften. Im Jahr darauf trat sie zum zweiten Mal bei Olympischen Spielen an. In Salt Lake City belegte sie Plätze zwischen 25 und 29, mit der Staffel den Sechsten. Ihr letztes gutes Ergebnis bei einem internationalen Großereignis war der fünfte Platz bei der Mixed-Weltmeisterschaft 2006 in Pokljuka.

## Biathlon-Weltcup-Platzierungen
Die Tabelle zeigt alle Platzierungen (je nach Austragungsjahr einschließlich Olympische Spiele und Weltmeisterschaften).
- 1.–3. Platz: Anzahl der Podiumsplatzierungen
- Top 10: Anzahl der Platzierungen unter den ersten zehn (einschließlich Podium)
- Punkteränge: Anzahl der Platzierungen innerhalb der Punkteränge (einschließlich Podium und Top 10)
- Starts: Anzahl gelaufener Rennen in der jeweiligen Disziplin

| Platzierung | Einzel | Sprint | Verfolgung | Massenstart | Team | Staffel | Gesamt |
| ----------- | ------ | ------ | ---------- | ----------- | ---- | ------- | ------ |
| 1. Platz    |        |        |            |             |      |         |        |
| 2. Platz    |        |        |            |             |      |         |        |
| 3. Platz    |        |        |            |             |      |         |        |
| Top 10      |        |        |            |             | 1    | 16      | 17     |
| Punkteränge | 3      | 15     | 7          | 1           | 2    | 22      | 50     |
| Starts      | 34     | 74     | 38         | 1           | 2    | 23      | 172    |

## Weblink
- Statistik bei Biathlonworld

| Personendaten    | Personendaten          |
| ---------------- | ---------------------- |
| NAME             | Larisi, Lucija         |
| ALTERNATIVNAMEN  | Larisi, Lucjia         |
| KURZBESCHREIBUNG | slowenische Biathletin |
| GEBURTSDATUM     | 5. Dezember 1975       |
| GEBURTSORT       | Jesenice               |